# 라누비움
라누비움(Lanuvium)은 오늘날 라누비오에 해당하는 라티움 베투스의 옛 도시이며, 로마에서 아피아 가도를 통해 남서쪽으로 대략 32 킬로미터 (20 mi)에 있다.
알바니구릉의 주요 지대에서 남쪽에 홀로 솟아있는 언덕에 자리잡고 있는 라누비움은 도시와 바다 사이의 저지대가 내려다보이는 위치에 있었다.

## 역사

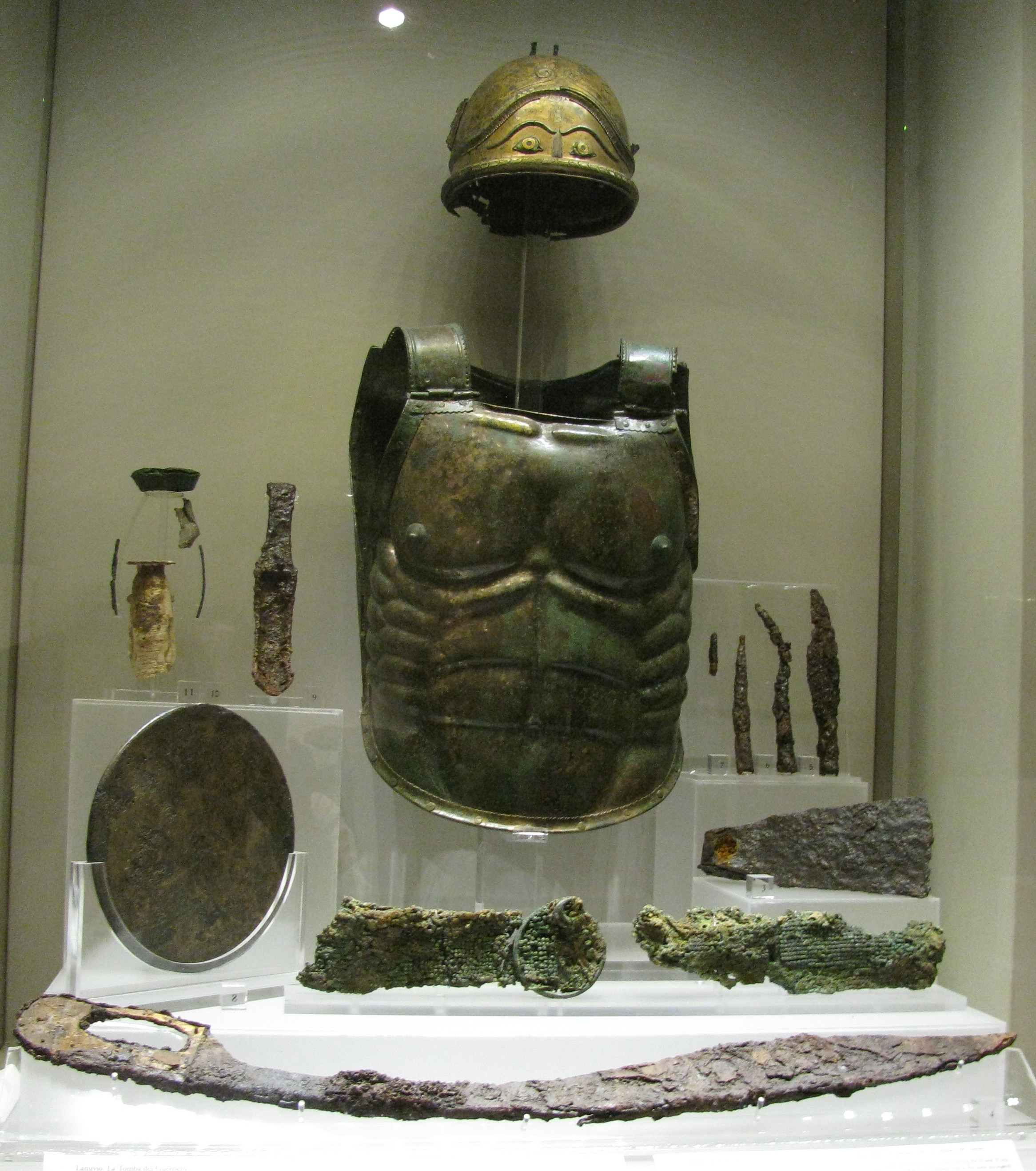
라누비움의 전사의 무덤 (기원전 5세기)

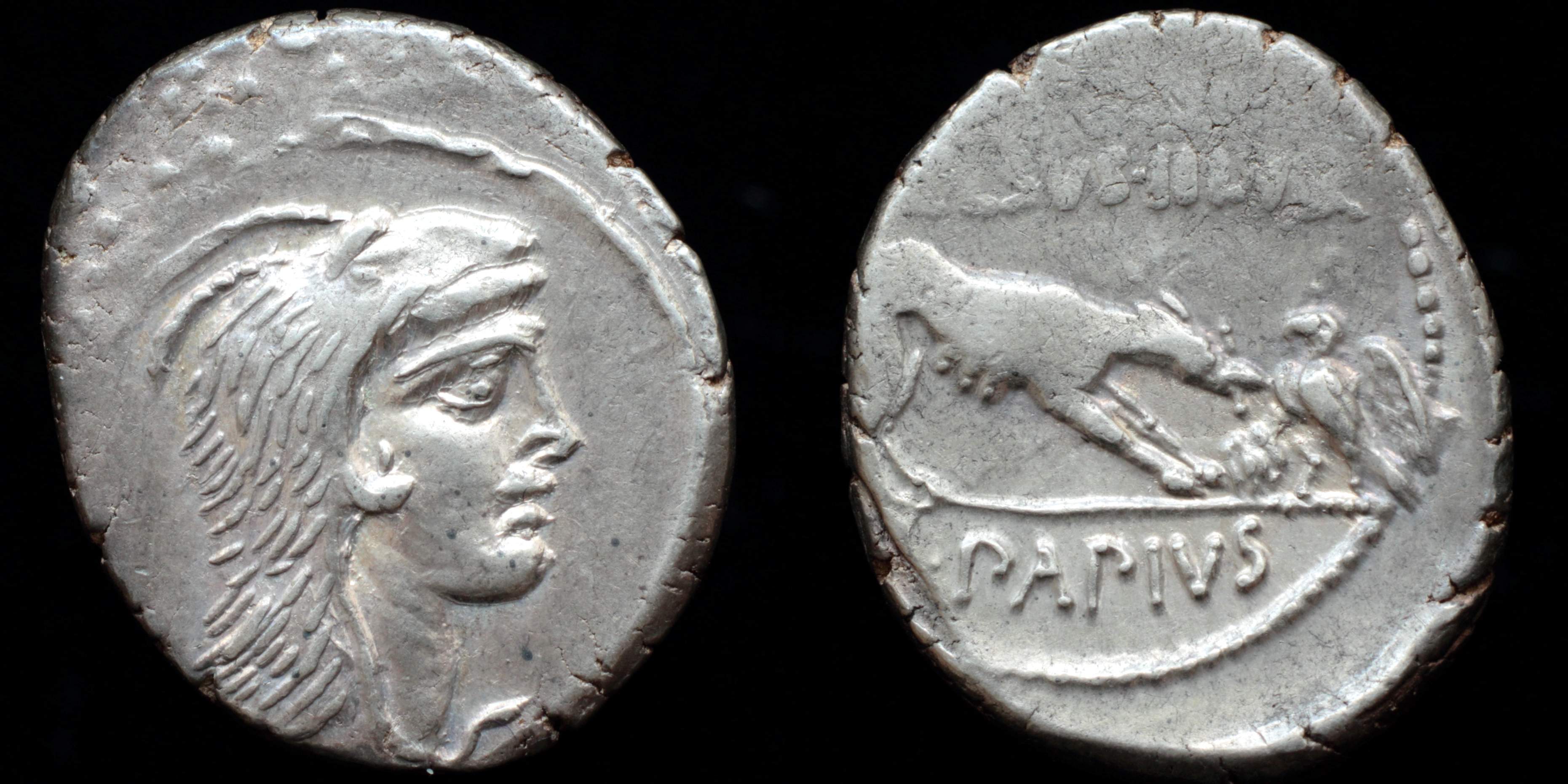
기원전 45년 로마에서 L. 파피우스 켈수스가 발행한 데나리우스. 앞면은 라누비움이 주요 숭배지였던 유노 소스피타를 묘사하고 있고 뒷면은 라누비움의 건국 신화를 묘사한다. 숲에서 불이 나자, 늑대 한 마리가 마른 나무 조금을 물고 와 불에 뱉었고, 독수리 한 마리는 날갯짓으로 불꽃에 부채질을 하였다. 강물에 자신의 꼬리를 적신 여우 한 마리는 이 불을 끄려고 하였다. 늑대와 독수리는 우세에 있자 여우는 달아나고 말았다. 이 동물들에 대한 청동 기념물들이 라누비움의 포룸에 있었을 것이다.

전설에 의하면, 라누비움은 디오메데스 또는 트로이의 망명인 라노이오스가 세웠다고 한다. 이곳에 대한 첫 기록은 기원전 9세기로 거슬러 올라가며 기원전 6세기 쯤에는 라티움 동맹 중 하나였다.
이곳 도시는 아리키아 전투 (기원전 504년), 레길루스호 전투 (기원전 496년) 등을 비롯하여 기원전 383년과 341년 등 당시 로마와 전쟁을 했었으며 대부분은 결과가 좋지 못했다. 로마는 기원전 338년에 라누비움을 정복하였는데, 처음에 이곳 주민들은 로마 시민권을 누리지 못하다가 이후에 획득을 하였다. 제정 시대에 들어 도시 최고 정무관과 의회는 각각 독재관과 세나투스라는 지위를 유지했다.
11세기경에 이곳은 또 다른 고대 도시 라비니움과 혼동되어 키비타 라비니아로 알려지게 됐다].

## 유노 숭배

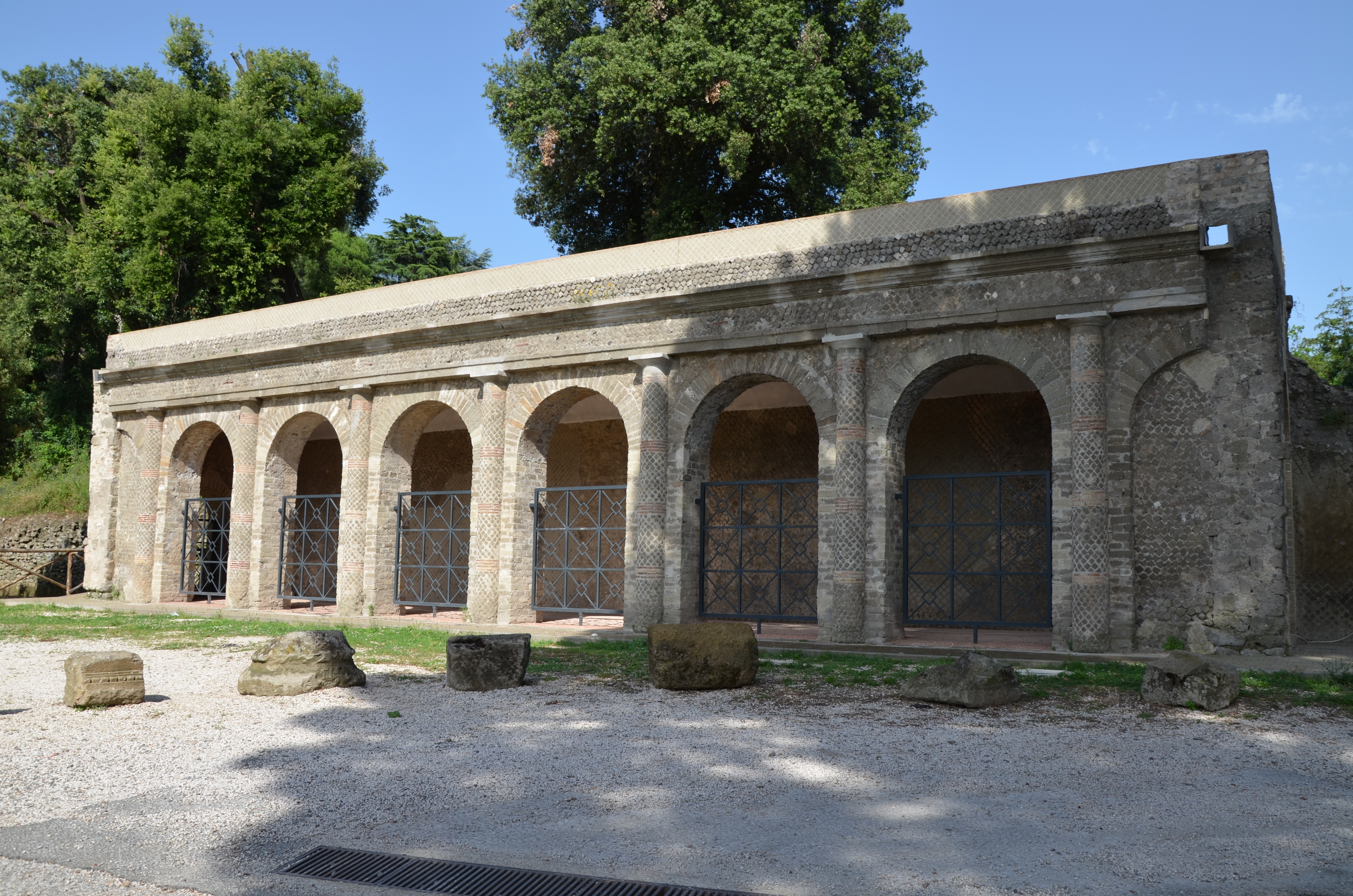
유노 소스피타 성소의 포르티코

라누비움은 이곳의 부유하고 매우 화려하게 장식된 유노 소스페스 신전으로 특히나 유명하였으며 (Livy 8.14; Cic. Nat. D. 1.83; Fin. 2.63), 옥타비아누스가 기원전 31년에 이 신전에서 자금을 빌리기도 하였고, 신전의 소유 토지는 저멀리 지중해 해안에 이르렀다. 라누비움에는 다른 신전들로 있었으며 이 신전들을 이곳에서 태어난 안토니누스 피우스가 보수하였고, 콤모두스도 마찬가지였다.

## 유명 인물
라누비움 출신의 유명 인사들에는 기원전 63년 말에 키케로가 변호를 해주었던 루키우스 리키니우스 무레나 (기원전 62년 집정관)가 있다. 다른 이들로는 배우 로스키우스 (Cic. Div. 36), 기원전 12년에 집정관을 지내고 이후에 시리아 군단장이 된 푸블리우스 술피키우스 퀴리니우스, 그리고 클로디우스 살해로 유죄를 판결받은 (Cic. Mil. 27) 정치 선동가 티투스 안니우스 밀로 등이 있었다.

## 기념물

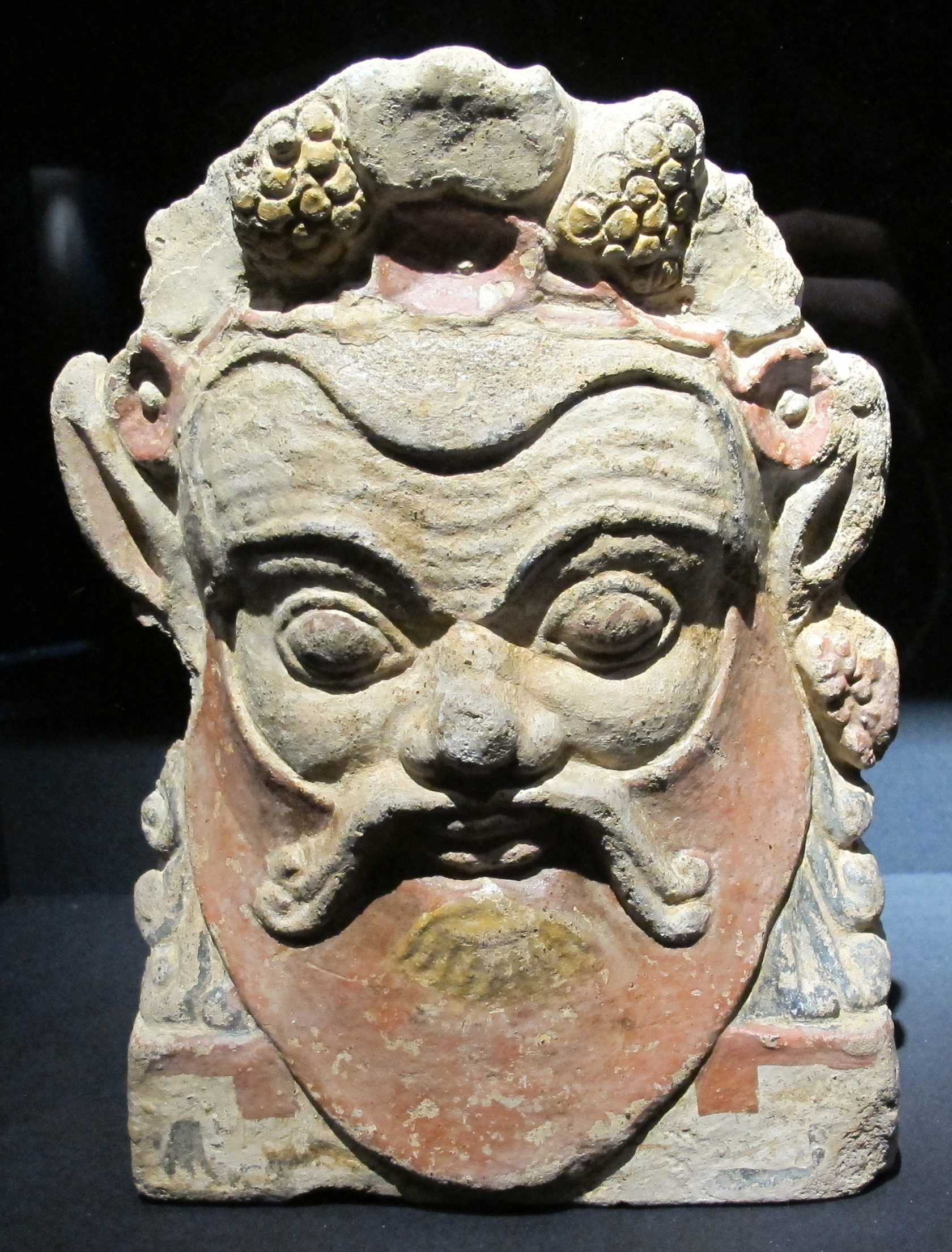
실레노스의 머리가 달린 테라코타 안테픽스 (기원전 500–490년경 추정, 라누비움의 디오클레티아누스 욕장에서 출토

라누비오에는 고대 극장 및 성벽의 잔해들이 있으며, 이 유적지에는 유노 신전과 연결되어 있었을 것으로 추정되는, 오푸스 콰드라툼 구조로 지어진 정사각형 건물 위에 오푸스 레티쿨라툼 구조로 지어진 포르티코가 둘러 싸여 있다. 유노 신전에서는 고전기의 장식용 테라코타들이 발견되고 있다. 옛 도시의 아크로폴리스는 유노 신전을 기준으로 위쪽인 북쪽 지점에 있었을 것이다. 현재는 포도밭이 있는 인근 지역에는 여러 로마 빌라들의 잔해가 있으며, 그 중에 하나는 안토니누스 피우스 황제의 것이라는 것이 전통적인 관점이다.